# Laffly S15
A Laffly S15 egy katonai terepjáró család volt, melyet a francia Laffly cég gyártott, és ugyanarra a hatkerekű alvázra épültek. A francia fegyveres erők használták a második világháború alatt.

## Változatok
- Laffly S15T – könnyű tüzérségi vontató volt, melyet könnyű tábori lövegek vontatására használtak, mint a modernizált Canon de 75 modèle 1897 tábori löveg vagy mint a Canon de 105 court mle 1935 B tarackágyú.

- Laffly S15R – csapatszállító és felderítő jármű volt. Egy különböző, könnyebb hátsó kabinja és különböző sebességváltója volt, melynek köszönhetően műúton nagyobb sebességet tudott elérni.

- Laffly S15TOE (théâtre d'opérations extérieures: tengerentúli műveletek) – felderítő jármű volt, melyet kifejezetten Franciaország afrikai kolóniáira terveztek. Az S15 alvázát megtartották, de a vezetőfülkét és a motorházat páncélzattal fedték le, illetve elhelyeztek rajta egy kicsi tornyot, benne egy Reibel géppuskával.

- Laffly W15T – az S15T alacsonyépítésű változata volt. A Hotchkiss gyártotta és a 47 mm-es lövegek vontatására alkalmazták.

- Laffly S15L – mentőautó változat.

## Külföldi használat
Mikor 1939-ben Franciaország 41 darab Renault R35 harckocsit szállított Romániának, küldtek még néhány Laffly S15T tüzérségi vontatót is. Ezeket a vontatókat a 2. páncélosezred használta kiszolgálójárműnek.

## Fordítás
- Ez a szócikk részben vagy egészben  a   Laffly S15 című angol Wikipédia-szócikk ezen változatának fordításán alapul.  Az eredeti cikk szerkesztőit annak laptörténete sorolja fel. Ez a jelzés csupán a megfogalmazás eredetét és a szerzői jogokat jelzi, nem szolgál a cikkben szereplő információk forrásmegjelöléseként.